# 黑尔布拉
黑尔布拉是德国萨克森-安哈尔特州的一个市镇。总面积9.26平方公里，总人口4236人，其中男性2006人，女性2230人（2011年12月31日），人口密度457人/平方公里。